# Свечкаревщина

Свечкаревщина (укр. Свічкарівщина) — село,
Першотравневый сельский совет,
Зеньковский район,
Полтавская область,
Украина.
Код КОАТУУ — 5321384005. Население по переписи 2001 года составляло 3 человека.

## Географическое положение
Село Свечкаревщина находится в 2-х км от правого берега реки Грунь.
На расстоянии до 1 км расположены сёла Першотравневое и Шенгариевка.